# Audrey Marie Anderson
Audrey Marie Anderson (7 marzo 1975) è un'attrice e modella statunitense.

## Biografia
È conosciuta soprattutto per il ruolo di Kim Brown nella serie drammatica d'azione della CBS The Unit (2006-2009) e nei suoi ruoli ricorrenti come Lyla Michaels in Arrowverse, principalmente in Arrow (2013-2020) e Lilly in The Walking Dead (2014).
Nei primi anni novanta, Anderson iniziò una carriera da modella, in pubblicità di marchi come Armani, Gap, Biotherm, Target e American Eagle Outfitters.

## Filmografia

### Cinema
- The Badge - Inchiesta scandalo (2002)
- Moonlight Mile - Voglia di ricominciare (2002)
- A Painted House (2003)
- Larceny (2004)
- Dead Sexy - Bella da morire (2005)
- Beerfest (2006)
- Least Among Saints (2012)
- Mockingbird - In diretta dall'inferno (2014)

### Televisione
- Beverly Hills 90210 – serie TV, episodio Cuffs and Links (1994)
- Law & Order - I due volti della giustizia (Law & Order) – serie TV, episodio Pride (1995)
- Once and Again – serie TV, 10 episodi (2000-2001)
- Going to California – serie TV, 3 episodi (2001-2002)
- Providence – serie TV, 3 episodi (2002)
- Still Life – serie TV, 5 episodi (2003–2004)
- Senza traccia (Without a Trace) – serie TV, 2 episodi (2004)
- Halley's Comet (2005)
- Point Pleasant – serie TV, 4 episodi (2005-2006)
- The Unit – serie TV, 69 episodi (2006-2009)
- NCIS: Los Angeles – serie TV, episodio Past Lives (2010)
- The Walking Dead – serie TV, 15 episodi (2013)
- Arrow – serie TV, 40 episodi (2013-2020)
- Castle – serie TV, episodio 7x13 (2015)
- Mad Dogs – serie TV, episodio 1x07 (2016)
- The Flash – serie TV, 5 episodi (2016-2018)
- Ice – serie TV, 10 episodi (2016-2017)

## Doppiatori italiani
Nelle versioni in italiano dei suoi lavori, Audrey Marie Anderson è stata doppiata da:
- Tiziana Avarista in Arrow, The Flash, Supergirl, Batwoman
- Federica De Bortoli in The Badge - Inchiesta scandalo
- Giuppy Izzo in The Unit
- Daniela Calò in Private Practice
- Francesca Manicone in The Walking Dead
- Antonella Baldini in Castle